# Ectobius tadzhicus
Ectobius tadzhicus är en kackerlacksart som beskrevs av Bei-Bienko 1935. Ectobius tadzhicus ingår i släktet Ectobius och familjen småkackerlackor. Inga underarter finns listade i Catalogue of Life.